# Ребята по соседству
«Ребята по соседству» (англ. Boyz N The Hood, дословно — «Парни с района») — американская районная драма 1991 года, снятая режиссёром Джоном Синглтоном; номинант на премию «Оскар». Главные роли исполнили Кьюба Гудинг мл., Айс Кьюб, Лоренс Фишберн, Анджела Бассетт, Реджина Кинг, Ниа Лонг и Моррис Честнат. Премьера фильма состоялась 12 июля 1991 года в США.
Фильм показывает жизнь в криминальном районе Южный Централ (англ. South Central) Лос-Анджелеса в Калифорнии — сейчас этот район называется просто Юг (South). Картина была снята и выпущена незадолго до Лос-анджелесских бунтов 1992 года, но не смогла предотвратить эти события[прояснить].
Фильм стал успешным и собрал в кинопрокате США 57,5 млн долларов — в 9 раз больше, чем было затрачено на создание фильма. В 2002 году фильм был внесён в Национальный реестр фильмов США как представляющий культурную ценность.
Картина была номинирована на «Оскар» в двух категориях — «Лучший режиссёр» и «Лучший оригинальный сценарий». Синглтон наград не завоевал, но стал самым молодым режиссёром и первым чернокожим, выдвинутым на соискание Оскара в номинации «Лучший режиссёр».
Лоренс Фишберн получил премию «NAACP Image Awards» (Национальная ассоциация содействия прогрессу цветного населения США) в категории «Лучший актёр» за роль Фуриоса Стайлса, отца Тре.

## Сюжет
Фильм рассказывает историю трёх друзей: двух братьев — Рики и Дарина и их приятеля Тре. Они живут в одном из чёрных кварталов Лос-Анджелеса, который сильно криминализирован и опасен. Рики увлекается спортом и надеется за счёт этого выбиться в люди. Его же брат Дарин поддаётся искушению улицы и связывается с наркотиками и криминалом.
Наставляет ребят отец Тре — Джейсон, он раньше воевал во Вьетнаме и пытается научить ребят оставаться людьми в тяжёлых ситуациях. Джейсон объясняет ребятам, что надо подальше держаться от наркотиков и банд, так как это приводит в первую очередь к уничтожению самих же бедных афроамериканцев.
Рики погибает, по случайности попав в перестрелку, через две недели гибнет и Дарин, косвенно виновный в смерти своего брата. Тре хочет отомстить за друга, но вспоминает уроки своего отца и отказывается от этой затеи. Фильм заканчивается пожеланием «Сохраняйте мир».

## В ролях
- Айс Кьюб — Дарин Бэкер «Пончик»
- Кьюба Гудинг мл. — Тре Стайлс
- Лоренс Фишберн — Джейсон Стайлс «Разъярённый»
- Моррис Честнат — Рики Бэкер
- Ниа Лонг — Брэнди
- Анджела Бассетт — Брэнда Бэкер
- Тайра Феррелл — Рева Деверо
- Реджина Кинг — Шалика
- Худхэйл Аль-Амир
- Уитман Майо

## Другие названия
- Парни Южного централа
- Парни из соседнего двора
- Ребята с улицы